# 浦項駅
浦項駅（ポハンえき）は、大韓民国慶尚北道浦項市北区にある韓国鉄道公社（KORAIL）の駅である。

## 利用可能な鉄道路線
- 韓国鉄道公社
  - 東海線
    - 京釜高速線に直通するKTXと、東海線のムグンファ号が発着する。

  - 迎日湾港線（貨物線）

## 駅構造
島式ホーム2面4線の地上駅。

### のりば
隣接する側線にも番号が振られているため、旅客ホームは5 - 8番線となる。
| 5・6 | 東海線 | ムグンファ号・ ITXマウム | 盈徳・東海・江陵方面 / 慶州・東大邱・太和江・釜田・順天方面 |
| 7・8 | 東海線 | KTX                      | 東大邱・大田・ソウル・幸信方面                              |

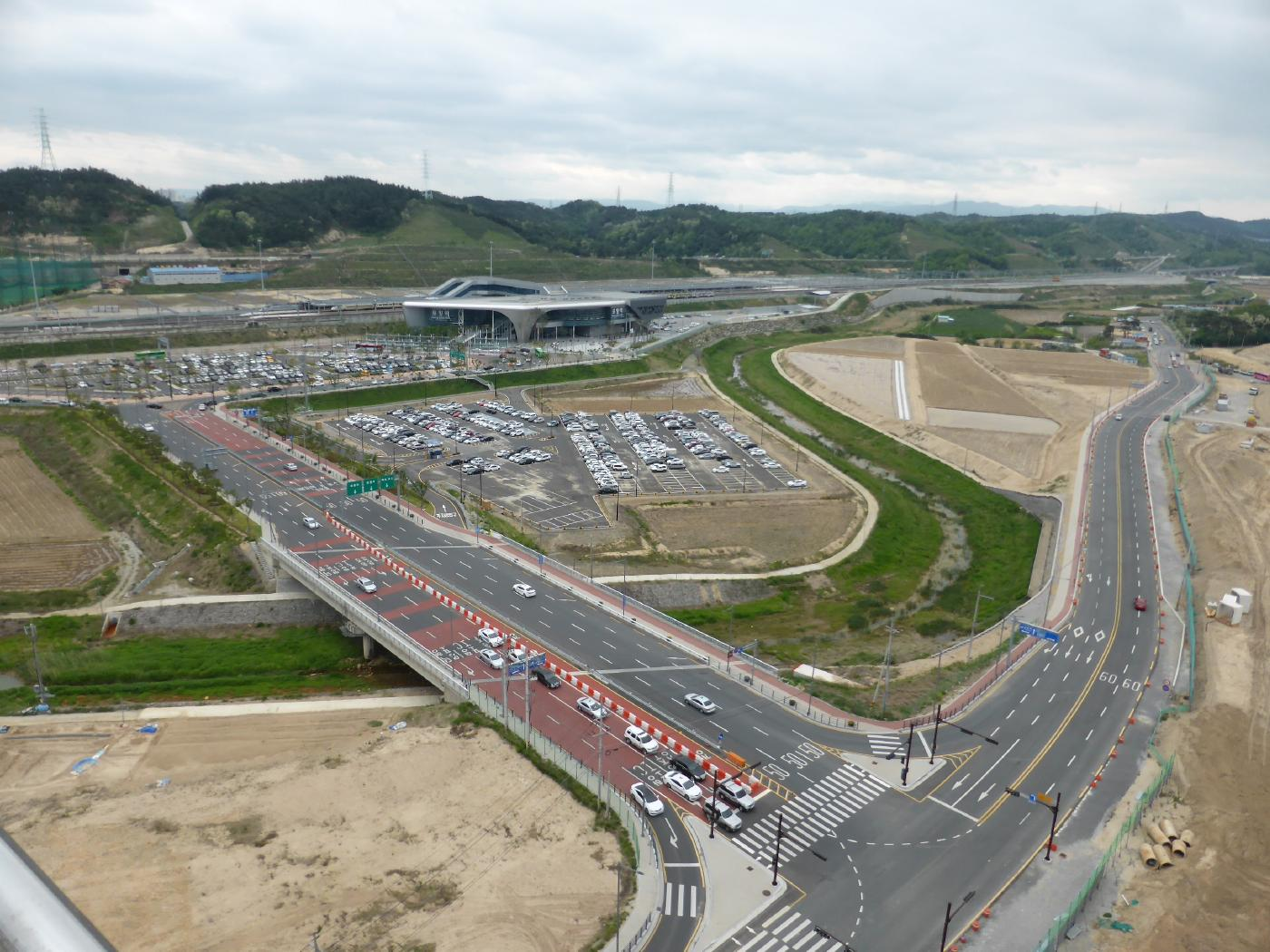
全景
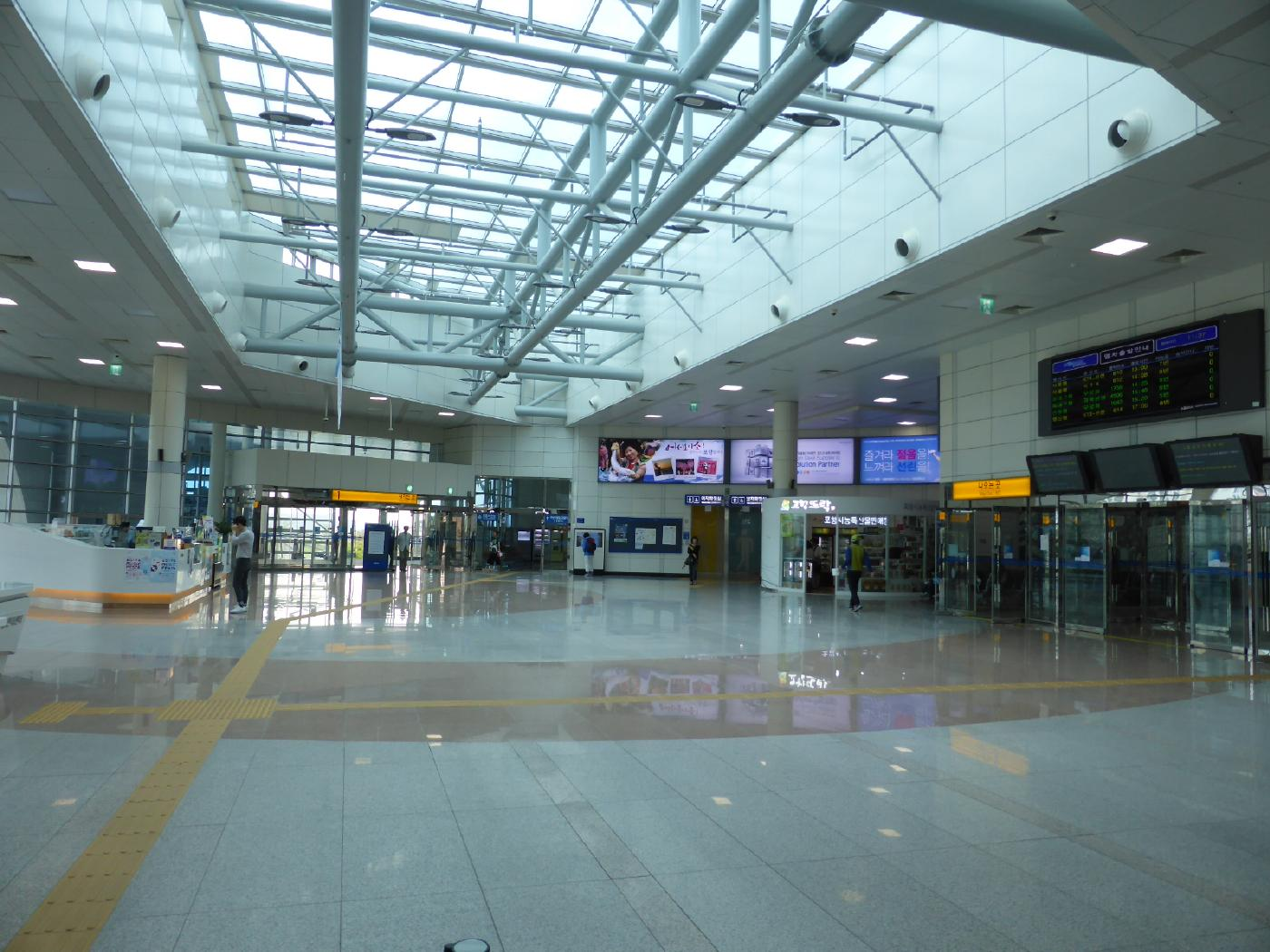
構内

## 歴史
2015年、新線への切り替えにより、旧市内の北区大興洞にあった旧駅より、旧迎日郡内に建設された新駅に移転した。なお、旧駅は新駅開業後すぐに閉鎖され駅舎も撤去されたが、その後6年にわたり廃止手続きが行われず、書類上は2つの「浦項駅」が併存する状態となっていた。
- 1918年11月1日：朝鮮中央鉄道慶東線の終着駅として開業。
  - 当時は軌間762mmの狭軌線だった。
- 1919年6月25日：当駅 - 鶴山間延伸により、途中駅となる[1]。
- 1923年9月1日：会社合併により朝鮮鉄道の駅となる。
- 1928年7月1日：買収により朝鮮総督府鉄道東海中部線の駅となる。
- 1936年12月1日：路線編入に伴い東海南部線の駅となる[2]。
- 1945年7月10日：慶州 - 当駅間が標準軌に改軌。同時に当駅 - 鶴山間が廃止され、終着駅に戻る。
- 1992年12月15日：ソウル - 当駅間においてセマウル号の運行を開始。
- 1995年：2級駅へ昇格。
- 2013年11月7日：釜山鎮起点143.2kmに変更[3]。
- 2015年4月2日：旅客取扱中止。
- 2015年
  - 3月31日：東海線上に設置された新駅が仮営業を開始し、KTXの乗り入れ開始（セマウル号・ムグンファ号は従来の浦項駅発着）。
  - 4月2日：新駅の正式営業が開始され、ムグンファ号の発着も新駅に移転し、大興洞の旧駅は閉鎖。セマウル号の運行を終了。
- 2016年4月29日：旧駅のキロ程を釜山鎮起点142.5kmに変更[4]。
- 2018年1月26日：東海線の当駅 - 盈徳駅間が延長開業。
- 2019年12月18日：迎日湾港線が開業。
- 2021年12月28日：旧駅が正式に廃止。

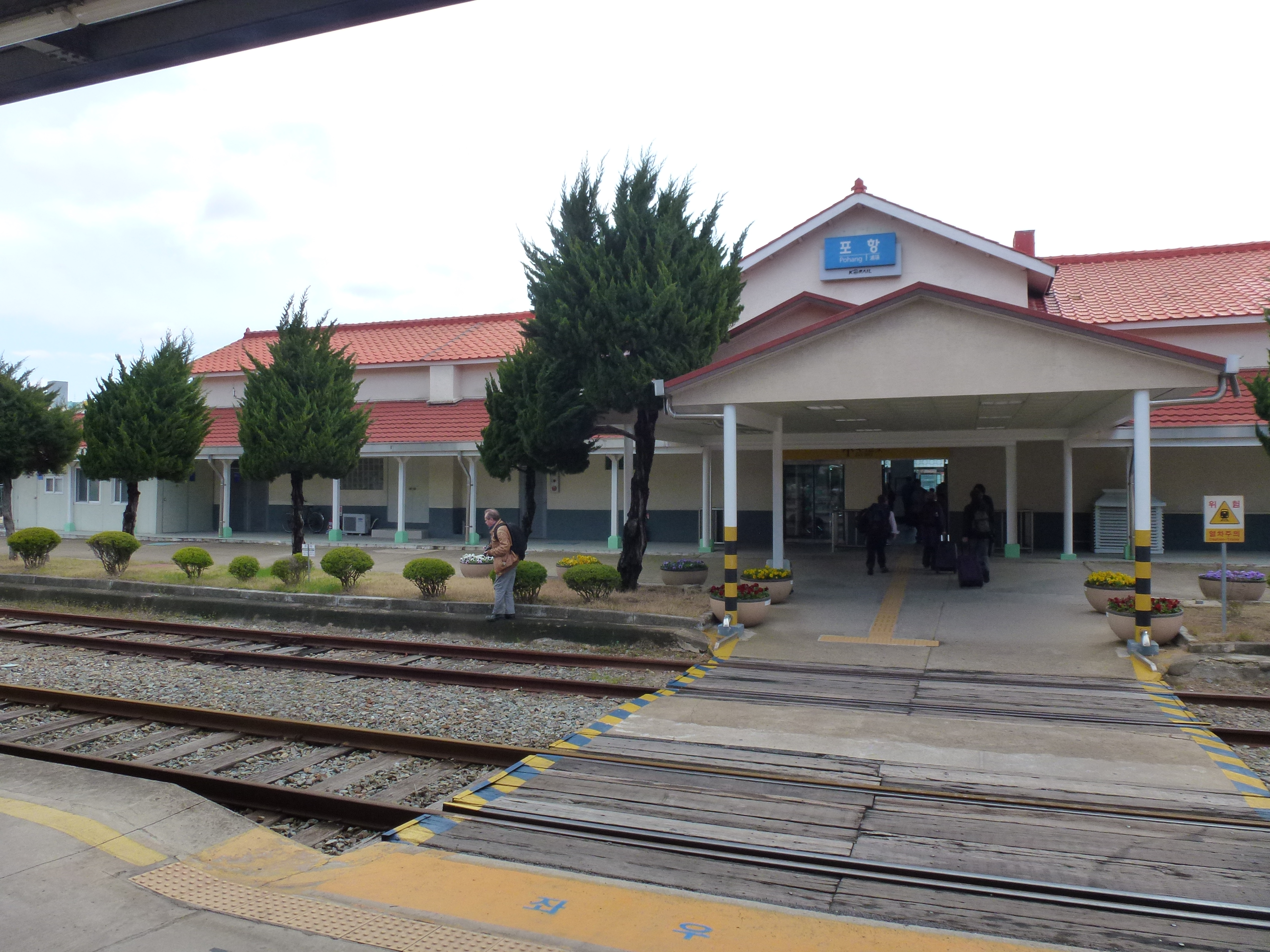
旧駅の構内踏切（2013年4月）

## 隣の駅
韓国鉄道公社
東海線
安康駅 - *扶助駅 - 浦項駅 - 月浦駅
*扶助駅は旅客営業を行っていない。
迎日湾港線
浦項駅 - 迎日湾港駅